# One More Try (bài hát của George Michael)
"One More Try" là một bài hát của nghệ sĩ thu âm người Anh quốc George Michael nằm trong album phòng thu đầu tay của ông, Faith (1987). Nó được phát hành như là đĩa đơn thứ năm trích từ album ở Hoa Kỳ và Úc, cũng như thứ tư trên toàn cầu vào ngày 11 tháng 4 năm 1988 bởi Columbia Records. Tương tự như phần còn lại của album, bài hát được viết lời và sản xuất bởi Michael, và lấy cảm hứng từ những nhận thức lúc bấy giờ của nam ca sĩ đối với tình yêu. "One More Try" là một bản blue-eyed soul mang nội dung đề cập đến sự khám phá một cách do dự của một chàng trai trong việc tìm hiểu một mối quan hệ mới, sau những tổn thương anh đã gặp phải về mặt cảm xúc trong những mối quan hệ trước đây. Bài hát được ghi nhận là một trong những tác phẩm riêng tư nhất trong sự nghiệp của Michael, trong đó ông thổ lộ rằng nó đã miêu tả "thái độ của tôi từ mối quan hệ gần nhất, và tôi dường như không muốn cởi mở bất cứ điều gì trong mối quan hệ mới."
Sau khi phát hành, "One More Try" nhận được những phản ứng tích cực từ các nhà phê bình âm nhạc, trong đó họ đánh giá cao chất giọng cảm xúc của Michael, chất liệu blue-eyed soul cũng như quá trình sản xuất nó. Bài hát cũng tiếp nhận những thành công vượt trội về mặt thương mại, đứng đầu các bảng xếp hạng ở Canada và Ireland, đồng thời lọt vào top 10 ở nhiều quốc gia nó xuất hiện, bao gồm vươn đến top 5 ở những thị trường lớn như Bỉ, Pháp, Hà Lan, Thụy Điển, Thụy Sĩ, trong khi đạt vị trí thứ tám ở quê nhà của Michael là Vương quốc Anh. Tại Hoa Kỳ, "One More Try" tiếp tục chuỗi những đĩa đơn thành công từ Faith với việc đứng đầu bảng xếp hạng Billboard Hot 100 và trụ vững trong ba tuần liên tiếp, trở thành đĩa đơn quán quân thứ năm của Michael và thứ ba dưới cương vị nghệ sĩ hát đơn. Ngoài ra, nó cũng là một trong những đĩa đơn cuối cùng thống trị bảng xếp hạng Hot R&B/Hip-Hop Songs của Billboard bởi một nghệ sĩ nam da trắng, cho đến đĩa đơn năm 2007 của Robin Thicke "Lost Without U".
Video ca nhạc cho "One More Try" được đạo diễn bởi Tony Scott, trong đó bao gồm những cảnh Michael hát trong một căn nhà hoang và đầy bụi, với ánh sáng ban ngày được tỏa ra khắp căn phòng. Kể từ khi phát hành, nó luôn được coi là một trong những tác phẩm được yêu thích nhất trong những buổi hòa nhạc trực tiếp của Michael trong những năm sau đó, và nam ca sĩ đã trình diễn bài hát trong nhiều chuyến lưu diễn của ông. "One More Try" cũng đã được hát lại và sử dụng làm nhạc mẫu bởi nhiều nghệ sĩ, như Mariah Carey, Adam Lambert, Beverley Knight, Javier Colon, Brandi Carlile và Josh Kaufman, cũng như xuất hiện trong nhiều tác phẩm điện ảnh và truyền hình, bao gồm Cold Case, Hot Rod, Keanu và Reunion. Ngoài ra, bài hát còn nằm trong nhiều album tuyển tập và trực tiếp trong sự nghiệp của Michael, như Ladies & Gentlemen: The Best of George Michael (1998), Twenty Five (2006) và Symphonica (2014).

## Danh sách bài hát
Đĩa 7" và 12"
1. "One More Try" – 5:49
2. "Look At Your Hands" – 4:36

## Xếp hạng
| Bảng xếp hạng (1988)                     | Vị trí cao nhất |
| ---------------------------------------- | --------------- |
| Úc (Kent Music Report)                   | 34              |
| Áo (Ö3 Austria Top 40)                   | 19              |
| Bỉ (Ultratop 50 Flanders)                | 3               |
| Canada (RPM)                             | 1               |
| Canada Adult Contemporary (RPM)          | 1               |
| Châu Âu (European Hot 100 Singles)       | 12              |
| Phần Lan (Suomen virallinen lista)       | 7               |
| Pháp (SNEP)                              | 5               |
| Đức (Official German Charts)             | 22              |
| Ireland (IRMA)                           | 1               |
| Ý (FIMI)                                 | 20              |
| Hà Lan (Dutch Top 40)                    | 4               |
| Hà Lan (Single Top 100)                  | 4               |
| New Zealand (Recorded Music NZ)          | 8               |
| Na Uy (VG-lista)                         | 7               |
| Tây Ban Nha (AFYVE)                      | 20              |
| Thụy Điển (Sverigetopplistan)            | 4               |
| Thụy Sĩ (Schweizer Hitparade)            | 4               |
| Anh Quốc (OCC)                           | 8               |
| Hoa Kỳ Billboard Hot 100                 | 1               |
| Hoa Kỳ Adult Contemporary (Billboard)    | 1               |
| Hoa Kỳ Hot R&B/Hip-Hop Songs (Billboard) | 1               |

| Bảng xếp hạng (1988)                 | Vị trí |
| ------------------------------------ | ------ |
| Australia (Kent Music Report)        | 123    |
| Belgium (Ultratop 50 Flanders)       | 22     |
| Europe (European Hot 100 Singles)    | 35     |
| France (SNEP)                        | 34     |
| Netherlands (Dutch Top 40)           | 26     |
| Netherlands (Single Top 100)         | 38     |
| US Billboard Hot 100                 | 11     |
| US Adult Contemporary (Billboard)    | 20     |
| US Hot R&B/Hip-Hop Songs (Billboard) | 37     |

| Bảng xếp hạng        | Vị trí |
| -------------------- | ------ |
| US Billboard Hot 100 | 381    |

## Chứng nhận
| Quốc gia | Chứng nhận | Số đơn vị/doanh số chứng nhận |
| --- | ---------- | ----------------------------- |
| Pháp (SNEP) | Bạc        | 326,000                       |
| Hoa Kỳ (RIAA) | Vàng       | 500.000^                      |
| * Chứng nhận dựa theo doanh số tiêu thụ. ^ Chứng nhận dựa theo doanh số nhập hàng. ‡ Chứng nhận dựa theo doanh số tiêu thụ và phát trực tuyến. |            |                               |